# هافن غيليسبي
هافن غيليسبي (بالإنجليزية: Haven Gillespie)‏ هو كاتب أغاني وموسيقي وشاعر أمريكي، ولد في 6 فبراير 1888 في كوفينغتون في الولايات المتحدة، وتوفي في 14 مارس 1975 في لاس فيغاس في الولايات المتحدة بسبب سرطان.

## وصلات خارجية
- هافن غيليسبي على موقع IMDb (الإنجليزية)
- هافن غيليسبي على موقع ميوزك برينز (الإنجليزية)
- هافن غيليسبي على موقع أول ميوزيك (الإنجليزية)
- هافن غيليسبي على موقع ديسكوغز (الإنجليزية)